# Rica Reinisch
Rica Reinisch (República Democrática Alemana, 6 de abril de 1965) es una nadadora alemana retirada especializada en pruebas de estilo espalda, donde consiguió ser campeona olímpica en 1980 en los 100 y 200 metros.

## Carrera deportiva
En los Juegos Olímpicos de Moscú 1980 ganó la medalla de oro en los 100 metros espalda —con un tiempo de 1:00.86 segundos que fue récord del mundo, por delante de las también alemanas Ina Kleber y Petra Riedel —, también oro en los 200 metros —con un tiempo de 2:11.77 segundos que nuevamente batía el récord del mundo, por delante de las también alemanas Cornelia Polit  y Birgit Treiber— y por último también ganó el oro en los relevos de 4x100 metros estilos, por delante de Reino Unido (plata) y la Unión Soviética (bronce).